# 김병준 (희극인)
김병준은 대한민국의 희극 배우이다.

## 출연 작품
- 《코미디에 빠지다》 (MBC)
- 《개그 스타》 (KBS2)